# Königliche Schmalspurbahn in Kasitschene
| Königliche Schmalspurbahn in Kasitschene                                                        | Königliche Schmalspurbahn in Kasitschene |
| ----------------------------------------------------------------------------------------------- | ---------------------------------------- |
| Der königliche Bahnhof im Dorf Kazichene wurde 2008 zum architektonischen Kulturdenkmal erklärt |                                          |
| Ehemaliger Streckenverlauf auf einer Karte von 2021                                             |                                          |
| Streckenlänge:                                                                                  | 3,5 km                                   |
| Spurweite:                                                                                      | 600 mm (Schmalspur)                      |
|                                                                                                 |                                          |

Die königliche Schmalspurbahn in Kasitschene (bulgarisch Царската теснолинейка при Казичене Zarskata tesnolinejka pri Kasitschene) war eine von etwa 1906 bis 1918 betriebene 3,5 Kilometer lange Feldbahn mit einer Spurweite von 600 mm. Sie führte vom Bahnhof in Kasitschene, heute einem Stadtteil von Sofia, zum Wrana-Palast.

## Betrieb

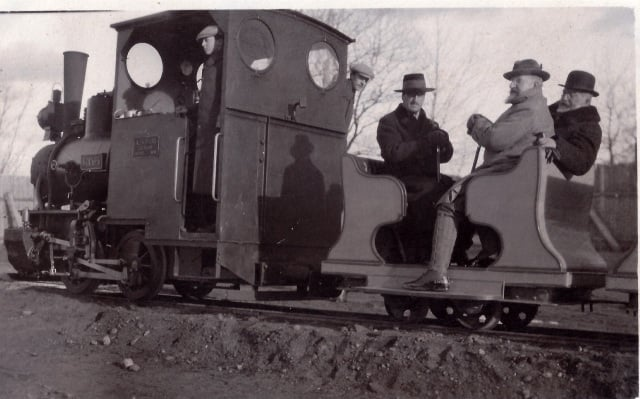
König Ferdinand mit seinem Bruder Prinz Philip und seinem Neffen Leopold, in der Lokomotive die Prinzen Boris und Kyrill

Die Schmalspurbahn wurde ab 1906 gebaut und 1911 eröffnet. Sie diente dazu, den Wrana-Palast (Krähen-Palast) mit Kohle, Lebensmitteln und weiteren Gütern zu versorgen. Sie wurde auch eingesetzt, um mit der Normalspurbahn angereiste ausländische Staatsoberhäupter abzuholen. Zu den bekanntesten Fahrgästen gehörten außer den bulgarischen Zaren Ferdinand I. und Boris III. auch viele einflussreiche Politiker und Persönlichkeiten, darunter der spätere deutsche Außenminister Joachim von Ribbentrop und der deutsche Diplomat Konstantin von Neurath, der britische König Georg V. und der Kaiser von Österreich-Ungarn Karl I.
Zar Boris III. konnte die Lokomotive selbst führen, da er im Alter von 17 Jahren mit der Lokomotive Nr. 324 auf der Bahnstrecke Kaspitschan–Warna die Prüfung zum Lokomotivführer bestanden hatte.
Reste der Bahnstrecke waren in den 1960er Jahren noch erhalten, wurden aber inzwischen zurückgebaut. Der zu einer Ruine verfallene königliche Bahnhof im Dorf Kazichene wurde 2008 zum architektonischen Kulturdenkmal erklärt, was den Verfall aber zunächst nicht aufhielt.
2020 begann das staatliche Eisenbahninfrastrukturunternehmen mit der Sanierung des Gebäudes. Die Finanzierung, die durch das operationelle Regierungsprogramm „Verkehr“ bereitgestellt wird, beträgt 1,3 Millionen Lewa (665.000 Euro).

## Lokomotiven
Eine der Dampflokomotiven wurde 1906 bei A. Borsig in Berlin mit der Werksnummer 5912 hergestellt. Sie erhielt später die BDŽ-Betriebsnummer 202 und wurde 1938 an die Militärfabrik in Kasanlak abgegeben. Seit 1965 wird sie ohne Führerstands-Rückwand und mit einem Abflussrohr als Schornstein im Hof des Lokomotivdepots Stara Sagora ausgestellt.